# حيتان رمنغتونية
الحيتان الرمنغتونية (الاسم العلمي:†Remingtonocetidae) هي فصيلة منقرضة من الثدييات تتبع رتبة مزدوجات الأصابع من طائفة الثدييات.

## التصنيف والأجناس
- حوت وادي الريان
- حوت رمنغتون
- حوت أتوك
- حوت كوتش
- حوت دالان
- حوت أندروز